# جون بي. هوليستر
جون بي. هوليستر هو محامي وسياسي أمريكي، ولد في 7 نوفمبر 1890 في سينسيناتي في الولايات المتحدة، وتوفي بنفس المكان في 4 يناير 1979. نشط حزبياً في الحزب الجمهوري. وقد انتخب عضو مجلس النواب الأمريكي ‏.

## وصلات خارجية
- جون بي. هوليستر على موقع مونزينجر (الألمانية)